# 三番町萩原屋の美人
『三番町萩原屋の美人』（さんばんちょうはぎわらやのびじん）は、西炯子による漫画作品。西の代表作の1つで、『Wings』（新書館）にて1991年から2000年まで不定期に連載されていた。

## あらすじ
明治時代、科学に興味を持つ兼森少年は、三番町の呉服屋・萩原屋のご隠居がヒトガタ（ロボット）なるものを作っているらしいという噂を聞き、居ても立ってもいられなくなり、心躍らせながら萩原屋を訪ねる。
そこにいたご隠居とは、当代の主人より若く見える、亡き妻のヒトガタ作りに熱中する変わり者であった。

## 登場人物

### 萩原屋
萩原 正毅
呉服屋“萩原屋”の先代の主人。江戸っ子。2年前、60歳の時に隠居生活に入り、美しかった亡き妻にもう一度会いたいと願い、何度も失敗を繰り返しながら、ヒトガタ作りに挑戦し続けている。
萩原 禅二郎
萩原屋の主人。正毅の息子。自身の代から洋装品の取扱いも始め、自分も丁稚の従業員たちも洋服を着ている。父のヒトガタ作りには反対していないが、幾分金がかかり過ぎるのが悩み。
萩原 いく
若くして亡くなった、正毅の妻。息子の禅二郎をして「ちょっとふるえがくるくらい」と言わしめるほどの美人。
萩原 きぬ
禅二郎の10歳年下の妻。隣町の乾物屋“とみ屋”の娘。父親同士が仲が良かったため、幼い頃から萩原屋に遊びに来ていた。美人で頭の回転も早く、店員以上に働く働き者。孝太・ぬい・啓志（ひろゆき）の3人の子をもうける。正毅に対して様々ないたずらをする。フランス大使夫人主催の晩餐会に招かれて以降、西洋料理に凝り始めるが、その独特な味（≒不味い）は味覚が未発達の啓志と味音痴の西村にしか受け入れられない。
岸谷 勘二
萩原屋の番頭。算盤が得意。本名は兆治で、かつて丁稚奉公していた呉服屋が萩原屋の繁盛のあおりを受けて潰れたことを恨み、復讐しようと放火する。服役後、正毅の温情で萩原屋へ戻る。

### 元亀高等中学校
兼森 誠一
元亀高等中学校5年生。家は剣道場。なぜ火が燃えるのか、なぜ物が浮くのかなど、科学に興味がある理系の少年。正毅のヒトガタ作りを知り、弟子入りを志願し、その完成を待ちわびる。
島田
兼森の同級生。文芸者を目指す少年。兼森剣道場に通っている。
西村 主水
子爵家の息子。兼森らと同学年。幼い頃、あまりの美貌ゆえに、ある貴族から横恋慕された母が、父に操を立てて自害したことがトラウマになっており、母に似た容貌の自分が幸福感を味わわないようにしていた。味音痴で、きぬが作る西洋料理を食べに萩原屋へよく訪れるようになる。
芝垣
警視総監の息子。西村の親友。自ら進んで西村の共犯となり、事件を起こしていたが、萩原屋で犯行に及ぶ際に身を呈して止めた。

### 萩原屋に外人
ジャック・タチ
パリ大学の工学博士で、九州の大学へ行くはずだったが、手違いで元亀高等中学校に英語とフランス語の教師として赴任。萩原屋に買い物に行った際に、高価な西陣織りを汚してしまい、働いて弁償する。その最中に正毅が作るヒトガタを見てしまい、世に発表すべきだと主張するが、妻マリーに諌められて諦め、本来の勤務先である九州へ旅立った。

## 作品一覧
- 三番町萩原屋の美人
  - 三番町萩原屋の美人（『ウィングス』1991年2月号）
  - この主人にしてこの店あり（『ウィングス』1991年8月号）
  - 萩原屋に外人（『ウィングス』1991年12月号）
  - 嫁が来た！（『ウィングス』1992年6月号）
  - 三番町老人科学クラブ（『ウィングス』1992年12月号）
  - 少年N（『ウィングス』1993年9月号・10月号）
  - カモン・レッツゴー・ベースボール（『ウィングス』1994年1月号-7月号）
  - 浪花ですだすまんねん（『ウィングス』1994年12月号-1995年6月号）
  - 2010カネモリ（『ウィングス』1995年5月号-6月号）
  - 歌姫M（『ウィングス』1996年1月号-4月号）
  - おじさんと牛鍋を食べよう（『ウィングス』1996年9月号-11月号・1997年1月号）
  - 自慢の息子（『ウィングス』1997年4月号-9月号）
  - 婚約者（『ウィングス』1998年12月号-1999年5月号）
  - もんぱり（『ウィングス』1999年7月号-12月号）
  - 蝮―まむし―（『ウィングス』2000年3月号-12月号）
- 三番町萩原屋の美人EXTRA
  - セクレタリー（『ウィングス』1994年8月号-10月号）
  - CALLING YOU（『ウィングス』1994年8月号-10月号）
  - Love Hotel（『ウィングス』1996年5月号-8月号）

## 書誌情報

### 単行本
- 『三番町萩原屋の美人』 新書館〈ウィングス・コミックス〉全15巻
  - 其ノ壱：1993年1月25日発売、ISBN 4-403-61297-0
  - 其ノ弐：1994年3月1日発売、ISBN 4-403-61345-4
  - 其ノ参：1994年9月19日発売、ISBN 4-403-61369-1
  - 其ノ四：1995年5月25日発売、ISBN 4-403-61385-3
  - 其ノ五：1995年10月17日発売、ISBN 4-403-61399-3
  - 其ノ六：1996年2月22日発売、ISBN 4-403-61410-8
  - 其ノ七：1996年8月8日発売、ISBN 4-403-61427-2
  - 其ノ八：1997年2月18日発売、ISBN 4-403-61448-5
  - 其ノ九：1998年11月9日発売、ISBN 4-403-61523-6
  - 其ノ拾：1999年6月17日発売、ISBN 4-403-61543-0
  - 其ノ拾壱：1999年12月16日発売、ISBN 4-403-61568-6
  - 其ノ拾弐：2000年9月6日発売、ISBN 4-403-61602-X
  - 其ノ拾参：2001年3月22日発売、ISBN 4-403-61626-7
  - 其ノ拾四：2001年11月9日発売、ISBN 4-403-61653-4
  - 其ノ拾五：2002年4月23日発売、ISBN 4-403-61670-4

### 文庫版
- 【三番町萩原屋の美人】選集 新書館〈ウィングス文庫〉全8巻
  1. 『三番町萩原屋の美人』（2004年5月24日発売、ISBN 4-403-50042-0 ）
  2. 『カモン・レッツゴー・ベースボール』（2004年5月24日発売、ISBN 4-403-50043-9）
  3. 『浪花ですだすまんねん』（2004年6月24日発売、ISBN 4-403-50044-7）
  4. 『自慢の息子』（2004年7月23日発売、ISBN 4-403-50045-5 ）
  5. 『蝮―まむし―1』（2004年8月24日発売、ISBN 4-403-50046-3 ）
  6. 『蝮―まむし―2』（2004年8月25日発売、ISBN 4-403-50047-1 ）
  7. 『2010カネモリ』（2004年10月22日発売、ISBN  4-403-50049-8）
  8. 『もんぱり』（2004年11月24日発売、ISBN 4-403-50050-1 ）